# إيفان غارسيس
إيفان غارسيس هو مصارع هاوي إكوادوري، ولد في 24 مايو 1966.

## وصلات خارجية
- إيفان غارسيس على موقع قاعدة بيانات المصارعة الدولية (الإنجليزية)
- إيفان غارسيس على موقع أوليمبيديا (الإنجليزية)